# Proechimys simonsi
Proechimys simonsi és una espècie de mamífer rosegador de la família de les rates espinoses. Viu a Bolívia, el Brasil, Colòmbia, l'Equador i el Perú. Els seus hàbitats naturals són els boscos secundaris pertorbats, les parcel·les agrícoles actives o abandonades i els límits entre diferents ecosistemes. És una espècie en risc mínim, és a dir, no sembla que hi hagi cap amenaça significativa per a la seva supervivència.
Aquest tàxon fou anomenat en honor del col·leccionista estatunidenc Perry O. Simons.